# 後肢少陽胆経
後肢少陽胆経（こうししょうようたんけい）は経絡の一つ。胆経に属する後肢を流れる陽経の経絡である。人間でいうところの足の少陽胆経に相当する。

## 後肢少陽胆経に所属する経穴の一覧
転脳（てんのう）
取穴部位：眼尻
主治：結膜炎、流涙症、視力減退、脳神経障害
上関（じょうかん）
取穴部位：顎関節上方の窪み
主治：歯痛、破傷風、風邪、脳神経障害
風池（ふうち）
取穴部位：環椎翼上方の窪み
主治：眼科疾患、熱病、風邪、脳神経障害
環跳（かんちょう）
取穴部位：大転子上縁の窪み
主治：腰部、大腿部、後肢疾患
陽陵（ようりょう）
取穴部位：膝関節後方
主治：膝痛、脾胃虚弱
陽輔（ようほ）
取穴部位：すね下1/4の窪み
主治：脇下痛、腰痛、膝関節痛、眼科疾患
趾間（外）（しかん）
取穴部位：第4・5趾間
主治：顔面腫脹、熱病、中毒、後肢疾患、下部尿路疾患
後蹄頭（外）（ごていとう）
取穴部位：第4爪外側
主治：ショック、眼科疾患、中毒、便秘、後肢痛、熱病